# Pietro Adonnino
Pietro Adonnino (né le 6 novembre 1929 à Rome - mort le 22 mars 2013) était un homme politique italien, membre de la Démocratie chrétienne (DC). 

## Biographie
Pietro Adonnino fut membre du Parlement européen de 1979 à 1984. Il fut vice-président de la Commission du règlement et des pétitions de 1982 à 1984.